# Světový pohár v biatlonu 2014/2015 – Ruhpolding
5. podnik Světového poháru v biatlonu v sezóně 2014/15 se konal od 14. do 18. ledna 2015 v německém Ruhpoldingu. Na programu podniku byly stejně jako v předcházejícím podniku v Oberhofu mužské a ženské štafety, závody ve sprintech a s hromadným startem.
V Rupholdingu pokračovala ve výborných výsledcích česká ženská štafeta. Po úvodní střelbě se dostala na první místo a to až do konce závodu neopustila. Eva Puskarčíková na prvním úseku jako jediná trefila všechny terče napoprvé a po rychlém běhu předávala Soukalové s náskokem 25 sekund. Ta sice musela několikrát dobíjet, ale náskok české štafety navýšila na více než minutu. Jitka Landová na třetím úseku odvrátila hrozbu trestného kola, když se jí nedařilo zasunout náhradní náboje do komory; navíc přidala velmi dobrý běh. Veronika Vítková na posledním úseku také běžela rychle a po týdnu tak česká štafeta opět zvítězila, tentokrát s největším náskokem za posledních 10 let.
Ve sprintu žen běžela Veronika Vítková opět nejrychleji ze všech, ale s třemi chybami na střelnici to nestačilo na lepší než osmé místo. Nejlepšího výsledku v kariéře však dosáhla Jitka Landová, které se bezchybnou střelbou dostala na 10. místo. Poprvé se také všechny čtyři české závodnice umístily do 20. místa. Závod nečekaně ovládla Norka Fanny Hornová, která vůbec poprvé zvítězila v závodě světového poháru.
Svoji aktuální formu potvrdila Veronika Vítková v posledním závodu s hromadným startem. Nedařilo se jí sice ve střelbě a v polovině závodu byla až ve třetí desítce startujících. Výborným během se však propracovávala dopředu a v cílové rovině uhájila o 0,4 sekundy třetí místo před Ukrajinkou Valentynou Semerenkovou. V závodu poprvé v historii startovaly tři české reprezentantky, když se do něj probojovala i Jitka Landová. 

Ještě těsnější byl dojezd stejného závodu mužů. Zvítězil Němec Simon Schempp, který sice dojížděl až za Francouzem Fillonem Mailletem, ale na cílové čáře dokázal lépe předsunout svoji lyži, což rozhodlo (podle pravidel se posuzuje přední část boty). Za oběma těmito závodníky, ale ve stejném čase, dojel i český reprezentant Michal Šlesingr, který neminul ani jeden terč, dobře běžel a závod zvládl i takticky. Měl také velmi dobře namazané lyže, za což později pochválil český servisní tým. Podesáté se tak postavil na stupně vítězů ve světovém poháru.

## Program závodů
Program podle oficiálních stránek.
| Datum     | Disciplína                       | Začátek (SEČ) | Počet závodníků |
| --------- | -------------------------------- | ------------- | --------------- |
| 14. ledna | Štafeta (ženy)                   | 14:30         | 22 týmů         |
| 15. ledna | Štafeta (muži)                   | 14:30         | 25 týmů         |
| 16. ledna | Sprint (ženy)                    | 15:00         | 95              |
| 17. ledna | Sprint (muži)                    | 14:30         | 99              |
| 18. ledna | Závod s hromadným startem (ženy) | 12:30         | 30              |
| 18. ledna | Závod s hromadným startem (muži) | 14:30         | 30              |

## Pořadí zemí
| Pořadí | Země      | 1. místo | 2. místo | 3. místo | Celkově |
| ------ | --------- | -------- | -------- | -------- | ------- |
| 1.     | Norsko    | 3        | 0        | 1        | 4       |
| 2.     | Německo   | 1        | 3        | 2        | 6       |
| 3.     | Bělorusko | 1        | 2        | 0        | 3       |
| 4.     | Česko     | 1        | 0        | 2        | 3       |
| 5.     | Francie   | 0        | 1        | 0        | 1       |
| 6.     | Rusko     | 0        | 0        | 1        | 1       |
|        | Celkem    | 6        | 6        | 6        | 18      |

## Umístění na stupních vítězů

### Muži
| Disciplína                        | První místo                                                                             | Výkon     | Druhé místo                                                       | Výkon     | Třetí místo                                                         | Výkon     |
| Štafeta (4×7,5 km)                | Norsko Ole Einar Bjørndalen Erlend Bjøntegaard Johannes Thingnes Bø Emil Hegle Svendsen | 1:09:42,3 | Německo Erik Lesser Andreas Birnbacher Arnd Peiffer Simon Schempp | 1:09:46,9 | Rusko Jevgenij Garaničev Timofej Lapšin Alexej Volkov Anton Šipulin | 1:09:50,7 |
| Sprint (10 km)                    | Johannes Thingnes Bø                                                                    | 23:59,2   | Simon Schempp                                                     | 24:23,7   | Arnd Peiffer                                                        | 24:57,1   |
| Závod s hromadným startem (15 km) | Simon Schempp                                                                           | 35:42,8   | Quentin Fillon Maillet                                            | 35:42,8   | Michal Šlesingr                                                     | 35:42,8   |

### Ženy
| Disciplína                          | První místo                                                              | Výkon     | Druhé místo                                                                      | Výkon     | Třetí místo                                                                            | Výkon     |
| Štafeta (4×6 km)                    | Česko Eva Puskarčíková‎ Gabriela Soukalová‎ Jitka Landová Veronika Vítková‎ | 1:23:57,7 | Bělorusko Naděžda Skardinová Iryna Krjuková Naděžda Pisarevová Darja Domračevová | 1:25:11,0 | Německo Franziska Preussová Franziska Hildebrandová Vanessa Hinzová Laura Dahlmeierová | 1:25:37,0 |
| Sprint (7,5 km)                     | Fanny Hornová                                                            | 21:07,4   | Darja Domračevová                                                                | 21:10,8   | Tiril Eckhoffová                                                                       | 21:16,7   |
| Závod s hromadným startem (12,5 km) | Darja Domračevová                                                        | 35:17,5   | Franziska Preussová                                                              | 35:34,0   | Veronika Vítková‎                                                                       | 35:40,4   |